# Norra Tjärhället
Norra Tjärhället är en ö i Finland. Den ligger i Finska viken och i kommunen Sibbo i den ekonomiska regionen  Helsingfors i landskapet Nyland, i den södra delen av landet. Ön ligger omkring 20 kilometer öster om Helsingfors.
Öns area är 0,4 hektar och dess största längd är 90 meter i nord-sydlig riktning. Närmaste större samhälle är Nordsjö, 11,6 km nordväst om Norra Tjärhället.